# HolyHell
HolyHell — нью-йоркський симфо-павер-метал-гурт, що був утворений у 2005 році під продюсуванням Джої ДеМайо (бас-гітарист із гурту Manowar). Гурт виступав на турне гуртів Manowar та Rhapsody of Fire. 26 червня 2009 року вийшов дебютний студійний альбом «HolyHell».

## Склад
Теперішній колектив
- Марія Бріон — вокал
- Джо Стамп — гітари
- Джей Рігні — бас-гітара
- Ріно — ударні
- Франсиско Паломо — клавіші

Колишні учасники
- Том Гесс — гітари

## Дискографія
- 2007: Apocalypse
- 2009: HolyHell
- 2012: Darkness Visible — The Warning